# لادیسلاف شواندا
لادیسلاف شواندا (چکی: Ladislav Švanda؛ زادهٔ ۱۴ فوریهٔ ۱۹۵۹) اسکی‌باز صحرانوردی اهل چکسلواکی بود.